# NGC 6795
NGC 6795 is een groep van drie sterren in het sterrenbeeld Arend. Het hemelobject werd op 13 augustus 1830 ontdekt door de Britse astronoom John Herschel. Deze oost-west georiënteerde sterrenrij wordt gevormd door de sterren HD 182844 (V 1539 Aquilae), HD 182810, en HD 182740 (V 1454 Aquilae). Deze drie sterren bevinden zich op ongeveer een halve graad ten noordoosten van de ster 30-δ Aquilae, ook bekend als Deneb Okab.

## Verwijzingen
1. ↑  (en) Seligman, Courtney, New General Catalog Objects: NGC 6750 - 6799. cseligman.com. Gearchiveerd op 7 oktober 2024. Geraadpleegd op 2 januari 2025.

<<< · 6601 · 6602 · 6603 · 6604 · 6605 · 6606 · 6607 · 6608 · 6609 · 6610 · 6611 · 6612 · 6613 · 6614 · 6615 · 6616 · 6617 · 6618 · 6619 · 6620 · 6621 · 6622 · 6623-1 · 6623-2 · 6624 · 6625 · 6626 · 6627 · 6628 · 6629 · 6630 · 6631 · 6632 · 6633 · 6634 · 6635 · 6636-1 · 6636-2 · 6637 · 6638 · 6639 · 6640 · 6641 · 6642 · 6643 · 6644 · 6645 · 6646 · 6647 · 6648 · 6649 · 6650 · 6651 · 6652 · 6653 · 6654 · 6654A · 6655 · 6656 · 6657 · 6658 · 6659 · 6660 · 6661 · 6662 · 6663 · 6664 · 6665 · 6666 · 6667 · 6668 · 6669 · 6670-1 · 6670-2 · 6671 · 6672 · 6673 · 6674 · 6675 · 6676 · 6677 · 6678 · 6679 · 6680 · 6681 · 6682 · 6683 · 6684 · 6684A · 6685 · 6686 · 6687 · 6688 · 6689 · 6690 · 6691 · 6692 · 6693 · 6694 · 6695 · 6696 · 6697 · 6698 · 6699 · 6700 · 6701 · 6702 · 6703 · 6704 · 6705 · 6706 · 6707 · 6708 · 6709 · 6710 · 6711 · 6712 · 6713 · 6714 · 6715 · 6716 · 6717 · 6718 · 6719 · 6720 · 6721 · 6722 · 6723 · 6724 · 6725 · 6726 · 6727 · 6728 · 6729 · 6730 · 6731 · 6732-1 · 6732-2 · 6733 · 6734 · 6735 · 6736 · 6737 · 6738 · 6739 · 6740 · 6741 · 6742 · 6743 · 6744 · 6744A · 6745-1 · 6745-2 · 6746 · 6747 · 6748 · 6749 · 6750 · 6751 · 6752 · 6753 · 6754 · 6754A · 6755 · 6756 · 6757 · 6758 · 6759 · 6760 · 6761 · 6762 · 6763 · 6764 · 6765 · 6766 · 6767 · 6768-1 · 6768-2 · 6769 · 6770 · 6771 · 6772 · 6773 · 6774 · 6775 · 6776 · 6776A · 6777 · 6778 · 6779 · 6780 · 6781 · 6782 · 6783 · 6784 · 6784A · 6785 · 6786 · 6787 · 6788 · 6789 · 6790 · 6791 · 6792 · 6793 · 6794 · 6795 · 6796 · 6797 · 6798 · 6799 · 6800 · >>>